# Procesador de pagos
Un procesador de pagos es un operador de transacciones para cálculos financieros (a menudo de un tercero) designado por un comerciante para manejar transacciones por varios canales, como tarjetas de crédito y tarjetas de débito, para bancos adquirentes. Por lo general, se dividen en dos tipos: front-end y back-end.
Los procesadores front-end tienen conexiones con varias asociaciones de tarjetas y brindan servicios de autorización y liquidación a los comercios. Los procesadores back-end aceptan liquidaciones de procesadores front-end y, a través del Banco de la Reserva Federal, por ejemplo, mueven el dinero del banco emisor al banco del comercio.
En una operación que suele tardar unos segundos, el procesador de pagos comprobará los datos recibidos remitiéndolos al banco emisor de la tarjeta o asociación de tarjetas correspondiente para su verificación, y también llevará a cabo una serie de medidas antifraude para la verificación de la transacción.
Los parámetros adicionales, como el país de emisión de la tarjeta y su historial de pago anterior, también se utilizan para medir la probabilidad de que se apruebe la transacción.
Una vez que el procesador de pagos ha recibido la confirmación de que se han verificado los detalles de la tarjeta de crédito, la información se transmite a través de la pasarela de pago al comerciante, quien luego completará la transacción de pago. Si la asociación de tarjetas niega la verificación, el procesador de pagos transmitirá la información al comerciante, que rechazará la transacción.
En la actualidad ante el auge de las criptomonedas aparece una nueva categoría en los procesadores de pagos y estas son las empresas que ofrecen servicios de Procesamiento de Pagos bitcoin las cuales permiten a los comercios recibir pagos con esta criptomoneda los cuales son automáticamente convertidos a la moneda local y entregado en las cuentas bancarias tradicionales.

## Evolución de tecnología de pago
Después de siglos de uso de monedas de metal, el papel moneda apareció por primera vez en China durante la dinastía Tang (alrededor del siglo X d. C.) y más tarde se introdujo en el oeste, en el siglo XVII. También en este siglo la gente comenzó a utilizar cheques como forma de pago, que crecieron en popularidad desde principios de 1800 hasta principios de 1900. Para ayudar a simplificar y centralizar los múltiples tipos de moneda, el Congreso de los Estados Unidos aprobó la Ley de la Reserva Federal en 1913.
La primera tarjeta de pago fue creada en 1950 por Ralph Schneider y Frank McNamara para permitir a los miembros utilizar tarjetas de crédito en su Diners' Club, y los consumidores debían pagar su factura en su totalidad cada mes. En 1959, American Express creó la primera tarjeta de crédito que permitía a los usuarios llevar un saldo de mes a mes.
El cajero automático surgió en las décadas de 1960 y 1970 como parte del creciente movimiento hacia la tecnología de "autoservicio". Los cajeros automáticos proporcionaron la primera opción bancaria habilitada con tecnología que permitió a los consumidores depositar y retirar efectivo de manera conveniente, sin estar restringidos a una ubicación bancaria u horario comercial en particular.
En 1972, la primera Cámara de Compensación Automatizada (ACH) se formó en California en respuesta a las preocupaciones de la industria bancaria de que el uso generalizado de cheques superaría la tecnología necesaria para procesarlos. ACH se convirtió en el método principal de transferencia electrónica de fondos (EFT) para que las agencias, empresas e individuos paguen o recolecten dinero en línea, y todavía se usa comúnmente en la actualidad.
Durante las siguientes décadas, la evolución de la tecnología de pago se aceleró. La primera moneda digital se atribuye a un algoritmo desarrollado por David Chaum en 1983. Aunque el folclore moderno sugiere la posibilidad de compras tempranas por Internet - específicamente, ventas de marihuana en línea entre estudiantes del MIT y Stanford en 1971 y 1972, un pedido de pizza de 1974 por Donald Sherman, y una compra de comestibles en 1984 por Jane Snowball - la primera legítimamente reconocida compra en línea probablemente fue un CD vendido por Dan Kohn en 1994 usando un sitio web que desarrolló llamado NetMarket.
La primera empresa de procesamiento de pagos en línea se fundó en 1998  con el nombre de Confinity, que luego se cambió a X.com. En el 2001 cambio  nuevamente su nombre a PayPal, que es el que utiliza actualmente. El mercado continuó expandiéndose durante las siguientes dos décadas, diversificándose en un ecosistema de procesamiento de pagos completo que incluye compañías de tarjetas, billeteras y aplicaciones digitales, criptomonedas, plataformas y pasarelas de software de pagos, asociaciones de comercio electrónico y pagos entre pares. Otras tecnologías que son vitales para el ecosistema de pagos son los sistemas y procesos de seguridad de datos, la funcionalidad automatizada y las herramientas de participación del cliente.
El futuro de la industria de procesamiento de pagos está siendo impulsado por un aumento en los procesadores verticales específicos, la adopción acelerada de métodos de pago sin contacto (en respuesta a las limitaciones relacionadas con COVID-19 en las interacciones de contacto y en persona) y la tendencia hacia la autonomía y la elección del cliente, particularmente en las culturas occidentales.

## Implementaciones modernas
Debido a los numerosos requisitos reglamentarios que se imponen a las empresas, el procesador de pagos moderno suele asociarse con los comerciantes mediante un concepto conocido como software como servicio (SaaS). Los procesadores de pago SaaS ofrecen un portal electrónico único que cumple con las normativas que permite a un comerciante escanear cheques (a menudo llamado captura de depósito remoto o RDC), procesar pagos con tarjeta de crédito únicos y recurrentes (sin que el comerciante almacene los datos de la tarjeta en el sitio del comerciante), procesar transacciones ACH y en efectivo únicas y recurrentes, procesar remesas y pagos web. Estas funciones basadas en la nube se producen independientemente del origen a través de la plataforma de gestión de cuentas por cobrar integrada del procesador de pagos. Esto da como resultado reducciones de costos, un tiempo de comercialización acelerado y una calidad de procesamiento de transacciones mejorada.

### Calidad de procesamiento de transacciones
Los pagos electrónicos son muy susceptibles al fraude y al abuso. La responsabilidad por el uso indebido de los datos de la tarjeta de crédito puede exponer al comerciante a una pérdida financiera significativa si intentara administrar dichos riesgos por su cuenta. Una forma de reducir esta exposiciónes segmentar la transacción de venta del pago del monto adeudado. Muchos comerciantes ofrecen servicios de suscripción, que requieren el pago de un cliente todos los meses. Los procesadores de pago SaaS liberan la responsabilidad de la gestión de los pagos recurrentes del comerciante y mantienen segura la información de pago, devolviendo al comerciante un "token" de pago o un marcador de posición único para los datos de la tarjeta.  A través de la tokenización, los comerciantes pueden usar este token para procesar cargos, realizar reembolsos o anular transacciones sin almacenar los datos de la tarjeta de pago, lo que puede ayudar a que el sistema comercial sea compatible con PCI. La tokenización puede ser local (en el sistema del comerciante) o remota (en el sistema del proveedor de servicios); este último proporciona un mayor nivel de seguridad contra una infracción. Otro método para proteger los datos de las tarjetas de pago es el cifrado punto a punto, que cifra los datos del titular de la tarjeta para que la información de pago en texto claro no sea accesible dentro del sistema del comerciante en caso de una violación de datos. Algunos procesadores de pagos también se especializan en el procesamiento de alto riesgo para industrias que están sujetas a frecuentes devoluciones de cargo, como la distribución de videos para adultos.